# Artynia Catena
Artynia Catena é uma formação no quadrângulo de Arcadia em Marte, localizada a 47.97° norte e 119.67° oeste.  Sua extensão é de 263 km e seu nome vem de uma formação de albedo clássica a 547° N, 1377° W.